# 오토미어
오토미어(스페인어: Otomí)는 멕시코 고원 지대에 거주하는 약 30만 명 규모의 원주민 집단인 오토미족이 사용하는 오토망게어족의 언어이다. 오토미어는 밀접히 연관된 다수의 방언들로 이루어져 있는데, 대개 상호 의사소통이 어려워 각각을 별개의 언어로 볼 수도 있다. 학자들은 이를 크게 케레타로, 이달고, 과나후아토의 북서부 방언군, 멕시코 주의 남서부 방언군, 그리고 베라크루스, 푸에블라, 동부 이달고 등의 고원지대에 분포한 동부 방언군으로 구분한다. 대부분의 오토망게어족 언어들과 마찬가지로 성조 언어이며, 대부분의 방언에 3개의 성조 구분이 존재한다.
스페인 제국의 정복 이후 수도사들이 라틴 문자 표기를 가르치며 기록 전통이 시작되었는데, 이 식민 시대의 문자 언어를 고전 오토미어라고도 한다. 나와족과 스페인인에 의한 영향력 상실로 오토미족들은 점점 전통 언어를 포기하고 스페인어를 채택하기 시작했으나, 2003년 다른 61개 토착 언어와 함께 국가 공인을 받으며 다시 지위를 얻게 되었다.

## 같이 보기
- 오토미족
- 나와틀어